# Dammarie
Dammarie és un municipi francès, situat al departament de l'Eure i Loir i a la regió de Centre – Vall del Loira. L'any 2007 tenia 1.520 habitants.

## Demografia

### Població
El 2007 la població de fet de Dammarie era de 1.520 persones. Hi havia 564 famílies, de les quals 83 eren unipersonals (36 homes vivint sols i 47 dones vivint soles), 209 parelles sense fills, 225 parelles amb fills i 47 famílies monoparentals amb fills.
La població ha evolucionat segons el següent gràfic:
Habitants censats

### Habitatges
El 2007 hi havia 604 habitatges, 568 eren l'habitatge principal de la família, 19 eren segones residències i 17 estaven desocupats. 574 eren cases i 27 eren apartaments. Dels 568 habitatges principals, 494 estaven ocupats pels seus propietaris, 66 estaven llogats i ocupats pels llogaters i 8 estaven cedits a títol gratuït; 7 tenien una cambra, 21 en tenien dues, 77 en tenien tres, 138 en tenien quatre i 325 en tenien cinc o més. 489 habitatges disposaven pel capbaix d'una plaça de pàrquing. A 215 habitatges hi havia un automòbil i a 330 n'hi havia dos o més.

### Piràmide de població
La piràmide de població per edats i sexe el 2009 era:
| Homes | Edats   | Dones |
| ----- | ------- | ----- |
| 0     | 95 o +  | 0     |
| 0     | 90 a 94 | 0     |
| 0     | 85 a 89 | 12    |
| 0     | 80 a 84 | 0     |
| 20    | 75 a 79 | 12    |
| 4     | 70 a 74 | 24    |
| 32    | 65 a 69 | 20    |
| 44    | 60 a 64 | 60    |
| 28    | 55 a 59 | 16    |
| 64    | 50 a 54 | 28    |
| 84    | 45 a 49 | 84    |
| 52    | 40 a 44 | 60    |
| 36    | 35 a 39 | 64    |
| 60    | 30 a 34 | 48    |
| 48    | 25 a 29 | 48    |
| 20    | 20 a 24 | 40    |
| 36    | 15 a 19 | 64    |
| 64    | 10 a 14 | 40    |
| 56    | 5 a 9   | 64    |
| 44    | 0 a 4   | 48    |

## Economia
El 2007 la població en edat de treballar era de 1.011 persones, 787 eren actives i 224 eren inactives. De les 787 persones actives 754 estaven ocupades (395 homes i 359 dones) i 34 estaven aturades (19 homes i 15 dones). De les 224 persones inactives 98 estaven jubilades, 79 estaven estudiant i 47 estaven classificades com a «altres inactius».

### Ingressos
El 2009 a Dammarie hi havia 562 unitats fiscals que integraven 1.543,5 persones, la mediana anual d'ingressos fiscals per persona era de 20.846 €.

### Activitats econòmiques
Dels 51 establiments que hi havia el 2007, 2 eren d'empreses alimentàries, 2 d'empreses de fabricació d'altres productes industrials, 20 d'empreses de construcció, 6 d'empreses de comerç i reparació d'automòbils, 5 d'empreses de transport, 1 d'una empresa d'hostatgeria i restauració, 1 d'una empresa d'informació i comunicació, 5 d'empreses financeres, 6 d'empreses de serveis, 1 d'una entitat de l'administració pública i 2 d'empreses classificades com a «altres activitats de serveis».
Dels 22 establiments de servei als particulars que hi havia el 2009, 1 era una oficina de correu, 1 una oficina bancària, 1 taller de reparació d'automòbils i de material agrícola, 1 paleta, 3 guixaires pintors, 4 fusteries, 4 lampisteries, 5 electricistes, 1 perruqueria i 1 restaurant.
Dels 2 establiments comercials que hi havia el 2009, 1 era una botiga de menys de 120 m² i 1 una fleca.
L'any 2000 a Dammarie hi havia 33 explotacions agrícoles que ocupaven un total de 2.156 hectàrees.

## Equipaments sanitaris i escolars
L'únic equipament sanitari que hi havia el 2009 era una farmàcia.
El 2009 hi havia 1 escola maternal i 1 escola elemental.

## Poblacions més properes
El següent diagrama mostra les poblacions més properes.